# Botfalwa
Botfalwa (ukrainisch Ботфалва; russisch Ботфалва, slowakisch Botfalva, Botfala, ungarisch Botfalva) ist ein Dorf im Westen der ukrainischen Oblast Transkarpatien mit etwa 620 Einwohnern (2016) und einer Fläche von 1,318 km².
Am 12. Juni 2020 wurde das Dorf ein Teil neu gegründeten Landgemeinde Cholmok im Rajon Uschhorod; bis dahin gehörte es zur Landratsgemeinde Tarniwzi (Тарновецька сільська рада/Tarnowezka silska rada) im Westen des Rajons.

## Geographie
Die Ortschaft liegt am Ufer der Usch, einem 133 km langen Nebenfluss des Laborec, 1 km westlich vom Gemeindezentrum und 9 km südwestlich vom Rajon- und Oblastzentrum Uschhorod.

## Geschichte
Das erstmals 1427 schriftlich erwähnte Dorf trug zwischen dem 25. Juni 1946 und 2. März 1995 den Namen Prykordonne (Прикордонне) und Batfalwa  (Батфалва).
Im 16. Jahrhundert gab es im Dorf 9 Haushalte sowie 35 Familien von Leibeigenen. Im Zusammenhang mit einer Seuchenepidemie sank die Bevölkerung im Jahre 1567 auf lediglich 6 Familien. Zur Volkszählung von 2001 hatte das Dorf 579 Einwohner.
Die Bevölkerung besteht aus Ukrainern, Ungarn, Russinen und Roma.

## Ethnien
2001 waren in Botfalwa 65 % der Einwohner Magyaren, 23 % Ukrainer, 10 % Russinen und 2 % Slowaken.